# Хюго Клаус
Хюго Морис Юлиен Клаус (на нидерландски: Hugo Maurice Julien Claus) е белгийски фламандски писател, поет, драматург, художник и кинорежисьор. Смятан е за един от най-значимите съвременни писатели на нидерландски език.

### Поезия
- Poèmes, Mercure de France, 1965
- Encre à deux pinceaux, écrit avec Karel Appel et Pierre Alechinsky, Yves Rivière, 1979
- Traces: choix de poèmes 1948-1985, L'Âge d'Homme, 1988
- D'encre et d'eau. Alechinsky, Yves Rivière, 1995
- Poèmes, L'Âge d'Homme, 1998

### Романи и повести
- De Metsiers, 1950
- De verwondering, 1962
- Vrijdag, 1969
- Schaamte, 1972
- Het verlangen, 1978
- Het verdriet van België, 1983
- Een zachte vernieling, 1988
- Gilles en de nacht, 1988
- L'Amour du prochain, 1989
- De zwaardvis, 1989
- Belladonna, 1994
- De geruchten, 1996
- Onvoltooid verleden, 1998
- Het laatste bed, 1998

### Издания на български
- Копнежът.   Пет плюс, 2003. ISBN 978-954-462-081-3.